# 還元主義
還元主義（かんげんしゅぎ、英: reductionism、独: Reduktionismus）は、
日本で比較的定着している定義では
- 考察・研究している対象の中に階層構造を見つけ出し、上位階層において成立する基本法則や基本概念が、「いつでも必ずそれより一つ下位の法則と概念で書き換えが可能」としてしまう考え方のこと[1]。
- 複雑な物事でも、それを構成する要素に分解し、それらの個別（一部）の要素だけを理解すれば、元の複雑な物事全体の性質や振る舞いもすべて理解できるはずだ、と想定する考え方

上記のような考え方・主張に対する否定的な呼称。
要素還元主義とも言う。
ただし、最近では次のような定義をされることもある。
- (1)　異なる知識の領域や分科同士の関係、または　(2)部分と全体の関係に対するいくつかの立場、  を指す語[2]。

またそれぞれの分野で（批判的な意味を込めずに）特定の立場や理論を指す代名詞として用いられることもある。
「還元」に対応する英語は「削減」を意味するreductionであるが、これは概念や法則の多様性を減らすという意味で理解することができる。なお、reductionという語は科学で一般に、例えば数学で「 "1+1" という式を "2" に書き換える」といったような単なる操作を単に指していう「簡約」など、広く使われている語であり、そういった場合は「概念や法則の多様性を減らす」という意味で理解することができない。

## 概説
自然科学の領域では、"最下位"とされる階層は、原子から素粒子へと移り変わってきたものの、素粒子論が扱うような微視的世界と古典力学が扱うような巨視的な世界の間には、埋めることのできない理論的なギャップがあることは指摘されている。巨視的階層の事物・事象を微視的階層に完全に還元することは、実際上は不可能であるともされる。
還元主義に陥っていることが端的に表れている表現として「.....にすぎない」や「...にしかすぎない」というものがある  。
還元主義に関してしばしば問題となるのが、この「～にしかすぎない主義（nothing but ...ism）」 とでも呼んだほうがよいような極端な主張である。
還元主義の歴史は古く、古代ギリシャまで遡ることもできる。（→#歴史）
否定的に語られる還元主義だが、近代科学の発展にそれなりに寄与した面もある。（→#成功例）
近年では還元主義の難点を認識する人は増え、科学の領域でも「複雑系の科学」が生まれ、また「創発」など様々な概念を用いて、ものごとを理解しようという試みが続けられている。（→#難点の認識と改善の試み ）
なお、還元とは何を意味しているのか、何が何に還元されようとしているのかが曖昧なまま用いられることがある。

## 下位分類

### スタンフォード哲学事典による下位分類
スタンフォード哲学事典は専ら「生物学における還元主義」だけを項目として立てて記事にしているので本項とはいささかそぐわない点があるが、あえて紹介すると、そこでは還元主義を以下のように区別している。
- 存在論的還元主義："生命体は、それを構成する分子とその相互作用によってのみ存在する"と見なす考え方。生物学における存在論的還元主義は物理主義とも呼ばれる。それはどのような考え方かと言うと、例えば"生物学的特性は物理的特性に付随している"と見なすような考え方である。弱い存在論的還元主義は、現在の生物学者と哲学者の基本的な立場である。

- 方法論的還元主義："生物学的システムは最下層を調査することが有益だ"と見なす考え方[2]で、"実験的な研究は分子およびバイオケミカル的な原因を対象とするべきだ"とする考え方[2]。複雑な全体を分解してパーツを調べることで全体を理解しようとする一般的に用いられている科学的手法[7]。全ての科学は物理学の用語で記述できる（または理想的にはそうされるべきだ）と見なす考え方は物理還元主義と呼ばれる[8]。例えば"生物は分子生物学と生化学によってもっとも良く説明できる"と見なす考え方。この立場は常に論争の的である。

- 認識論的還元主義または概念的還元主義："ある領域に関する科学的知識は（通常高い領域のそれは）、それより下位の（根源的な）レベルの科学的知識に還元できる"とする考え方。

この認識論的還元主義は理論の還元（ある理論が別の理論から導き出せる）と説明の還元（高位の機能が低位の機能によって説明できる）に分ける事ができる、と述べる人もいる。
理論の還元：以下の条件を満たす限り、ある理論T1が別の理論T2に還元できると主張できると内井は言う。
(1)T1の基本的な概念は、すべてT2の概念によって定義可能である
(2)T1の基本的な法則の全てが、T2内部の理論によって導き出されたT2の法則に翻訳できる
(3)T2の概念と法則はT1の物より基本的である。
この代表は熱力学と気体分子運動論の関係である、という。（ただし内井惣七は、これは「還元」ではなく「拡張」と呼ばれるべきであると述べている）。
説明の還元：理論の切り分け、理論の一般化、メカニズムや個々の事実の説明を含む。説明の還元は因果関係の説明であると仮定されている、という。高次の特徴はその構成部分の相互作用に基づいて説明される、とし、説明の還元は厳格な存在論的還元を必要としない、とされる。生命科学ではメカニズムアプローチとして現在、理論還元主義に代わる強靱な立場に発展した。

### その他の下位分類
樺島祥介は極端な還元主義を「盲目的な要素還元主義」と呼んだ。ダニエル・デネットは「貪欲な還元主義」と呼んで区別した。

## 歴史
突き詰めて考察すると、還元主義の問題は哲学の歴史と同じほどに古いともされ、古代ギリシャまで遡ることも可能だという。たとえば古代ギリシャの哲学者・自然学者らが、万物の根源（アルケー）について論じ、アルケーは水だ、土だ、などと論じたのもある意味での還元主義であるともいわれる。同じく古代ギリシャの原子論や四元素説なども、世界のすべてのものを「アトム」や「元素」に還元しようとするものであった、とも言われる。

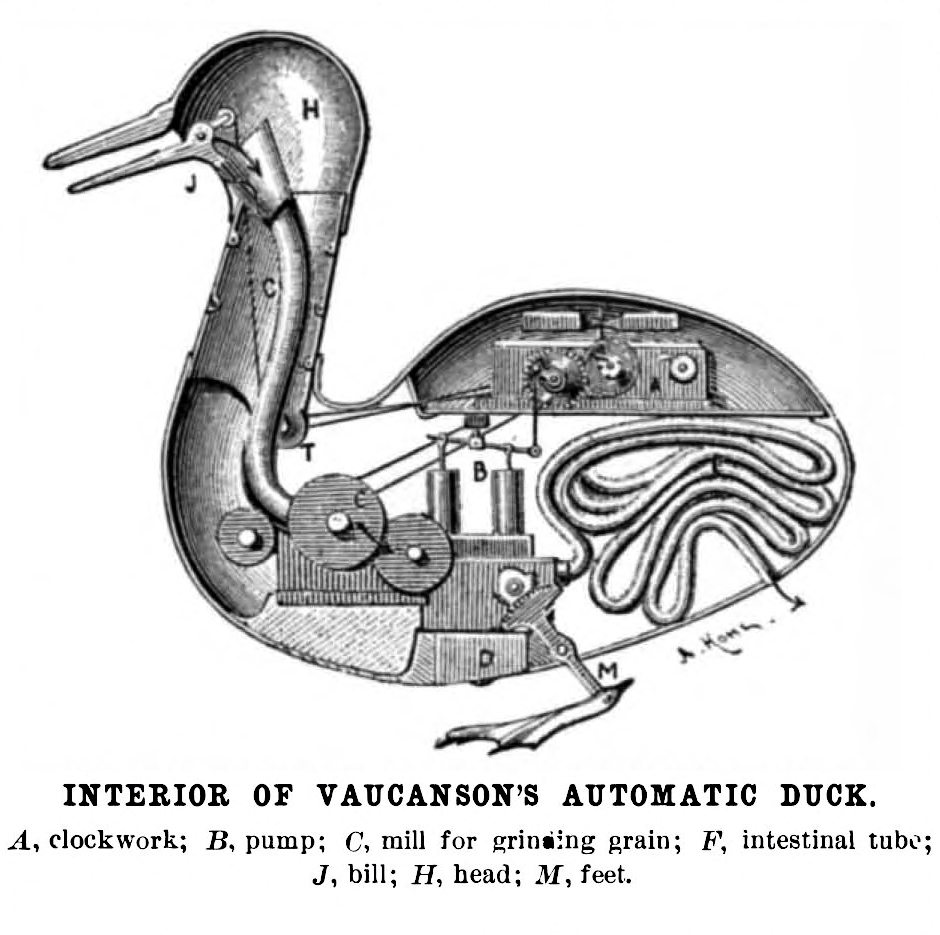
デカルトは、動物は(人間とは異なり)還元的に、からくり人形(ある種の自動機械)として説明できるかも知れないと述べた。その想像図 (De homines 1622年)

近代においては、還元主義を生むきっかけとなった考え方は、デカルトにより1637年に刊行された『方法序説』の第5部において提示された。デカルトは、世界を機械に譬え、世界は時計仕掛けのようであり、部品を一つ一つ個別に研究した上で、最後に全体を大きな構図で見れば機械が理解できるように、世界も分かるだろう、という主旨のことを述べた。（ただし、デカルト自身は、正しく理解するためには一つたりとも要素を脱落させてはいけない、といった主旨のことも他のくだりで述べていることに注意する必要がある。）
デカルトが「分解し、網羅的に調べ、後に統合する」という考え方であったのに、後に別の人々によってこの前半の「分解」ばかりが強調され、しかも一部の要素だけに言及してそれだけで事足れりとする者が現れ、還元主義となってゆくことになった。
1961年にエルンスト・ネーゲルは還元主義を理論間の関係と定義した。この理論的還元のもっとも困難でもっとも独創的な部分は、二つの理論を「橋渡し」することである。例えば「温度」は「気体分子の運動エネルギー」と還元できる。ネーゲルはこの種のより正確で実験的な法則を理論的に還元することが、科学的知識の進歩をもたらすと考えた。しかしこの論理実証主義的な視点の還元主義はファイヤアーベントらによって論理実証主義とともに批判された。ある理論の用語と別の理論の用語が全く同じ意味に用いられることはまれで、従ってある理論は他の理論に翻訳できない（通約不可能性）。つまり、ネーゲルの「理論的還元」の概念は厳格なタイプはほとんど成り立たない、ということが明らかとなったのである。
だが、ネーゲルの主張は科学哲学における還元主義関連の議論に影響を残した。
ポール・オッペンハイムとヒラリー・パトナムは科学理論の階層モデルに賛同した。この意味での還元主義は科学界に浸透している、と彼らは述べた。例えば"社会学と経済学は集団レベルの現象を心理学の用語で説明する" と述べた。"心理学は個人の行動は生理学で、生理学は筋肉の働きを神経化学の用語で説明する"とした。しかしこれは上位レベルの説明が不要になるという意味ではない。
ケネス・シャフナーは、ネーゲルの理論的還元主義を修正した。シャフナーは「還元する理論」が「還元される理論」を修正した物であるという考えを取り入れ、この改訂モデルがより良く自然科学の還元を捉えていると主張した。例えばシャフナーは遺伝学の分子理論が発展したことによって、優劣の法則のような古典遺伝学の理論も物理化学の法則から引き出せるようになったと主張した。これはつまり、改定された分子遺伝学が古典遺伝学よりも正確だという主張である。ただし、シャフナーはそれによって古典理論が取り除かれるとは主張しなかった。彼は理論的還元が成し遂げられないときでも、還元は実り豊かかなのだと強調した。例えば、生物の分子構造を発見する努力は、高次レベルにおいてもしばしば有益だった、とした。
ケネス・ウォーターズは修正された理論的還元主義に対する立場を「レイヤーケーキ反還元主義」と呼んだ。この反還元主義視点は多層的である。上位レベルでは遺伝現象を説明しようと試み、下位レベルでは遺伝物質の発現や複製を説明する。しかし、反還元主義が示す議論は実際の科学と一致しない、とウォーターズは述べる。DNAと遺伝子は異なる概念なので分子遺伝学と古典遺伝学が結び付けられないという反還元主義の主張は正確ではない。レイヤーケーキの概念は同様に生物学の全分野に広げることができる。それぞれのレベルにはそれぞれのレベルをもっとも良く説明する理論があるのである。
尚、多層性（階層構造）の概念は還元主義者と反還元主義者の双方に共有されている事に注意するのは重要である。しかし全ての還元主義者が多層性を受け入れるというわけではないと言われ、反還元主義者の中には全体論を提唱することに関心がある人もいる。

## 成功例
還元主義は、無機的な物事を対象とする物理学や化学においては有効であった。それらの分野での、17-20世紀における発展に大きく寄与した。
また、ウォーターズは例の一つとして生物学の遺伝的アプローチを取り上げる。遺伝的アプローチは以下のようなものだという。
1.自然に生じるか人工的に生み出された、注目されている生物学的プロセスに関連した違いを示す変異体を同定する。

2.変異体の遺伝子を分析する。

3.注目のプロセスをより理解するために、変異体同士を配偶させる。

これによって特定の表現型に影響を与える遺伝子を分離することができる、とする。
もっとも、このような戦略は別段新しいというわけではない。生理学者は、例えば哺乳類の循環系など様々なメカニズムを解明するにあたって、その部品に干渉してみることによって何が起こるか観察していたという。
このような研究プログラムは「機能的分析」とも呼ばれる。例えば線虫のニューロンを調査している研究者は、神経系の部分がどの様な能力に貢献しているかを知ることで神経系を説明しようとする。ニューロンの中でベータスペクトリンはどのような機能を持っているか？ マーク・ハンマーランドとエリク・ヨーゲンセン、マイケル・バスティアーニはそれがニューロンのグロースコーンに含まれており、軸索と樹状突起の成長にかかわっていることを明らかにした。
ゴドフリー＝スミスは次のように述べた。
| 「 | 我々が生物学のような領域で成功した還元主義研究プログラムを見るとき、様々な生物学的プロセスがどのように起こるのかについて知識が蓄積されているのを見ることができる。我々は光合成、呼吸、タンパク質の合成、脳の信号の伝送、筋肉の動作、免疫反応のプロセスの優れた理解を持っている。これらの研究は、もっともな事であるが、還元主義的だと言うことができ、そしてしばしばそう言われている。我々は高次レベルのプロセスや能力を取り上げて、下位レベルのメカニズムや実体がどのように働いているのかを説明することができる。多くの場合、下位レベルとは分子あるいはそれ以下のレベルのことである。下位レベルの説明はシステムの複雑さに圧倒されるが、しかしその複雑さは、それがどのように起きるかを説明する我々の能力を圧倒しない。 | 」 |

## 各分野における還元主義とその限界

### 地球科学における還元主義
地球科学は物理学に依存する、と言われることがある。例えばマントルは次のように還元的（物理還元的に）に説明することができるのだと。「惑星の核を包む、石のようだがわずかに流動的な層。鉄、マグネシウム、シリコンと酸素などミネラルを多く含むが、金属によってできている核とは対照的である」
しかし同時に地球科学は過去の出来事も扱う。惑星の構造はその星の形成の歴史に由来するため、構造の説明は一般法則の説明ではない。これは理論的な還元が不可能なことを意味する。
多くの地球科学現象は創発特性を備えている。問題はそれらの特性が還元不可能かどうかである。一部の科学者は人が認識できる範囲の法則に基づいたシンプルなモデルで創発パターンを再現しようとするが、他の科学者は洗練された数学物理学モデルで創発のパターンを再現しようとする。前者は地球科学的現象は還元できないと主張するが、後者は十分な計算能力と詳細な初期条件さえあれば、物理法則に基づいた数学モデルによって説明できると主張する。
DeVriendのような物理還元主義者は、認識可能なレベルの自己組織化は、認識できないレベルの微細なプロセスと連続体力学の法則によって起きると主張したが、しかし計算することは困難であるということが非常に大きな問題である。この議論は、物理還元主義はひとつの現実的な手法ではあるが、高次レベルの法則はそれはそれで自立的であり物理還元主義と互換性があるという事（物理還元主義の代わりに用いることができるという事）を示しているともされる。

### 心の哲学における還元主義
心の哲学では、還元的自然主義とその反対者（非還元的物理主義、消去主義、二元論）は理論間の還元が科学の一般であると仮定する傾向がある。しかし心（例えば意識、意図、判断）の中心的な特性にはいかなる自然科学の言語にも置き換えられないような性質がある。この問題は説明のギャップあるいは意識のハードプロブレムと言われている。コリン・マッギンとスティーブン・ピンカーのような新神秘主義者はこれを我々の認知能力の限界ではないかと主張したが、スティーブン・ホーストは自然科学における還元の限界が心の哲学の議論にも適用できるのではないかと主張している。デイヴィッド・チャーマーズは『意識する心』で、意識が物理的な用語で説明されることを望むのは自然だが、意識が還元的な説明の網から逃れると主張した。ジェリー・フォーダーは心理学と心の哲学を神経科学から切り離そうと試み、これら中位レベルの分野をスペシャル・サイエンスと呼んだ。スーパーヴィニエンスは緩やかな還元主義だと見なされている。

### 生物学における還元主義
生物学において、還元主義とは1.形而上学的命題であり2.説明に関する主張であり、3.研究プログラムである。還元主義者が主張し、反還元主義者も受け入れる形而上学的命題は、全ての生物学的現象も含めるあらゆる現象は物理化学と結びついていると言うことである。非物理的な出来事、プロセスはなく、生物的な出来事やプロセスは全て物理的である。反還元主義は形而上学的主張には反対せず、特定の説明と手法や方法論に反対する。
研究プログラムとしての還元主義は革新をもたらす源であった。ピーター・メダワーは「今まで考案された中でもっとも有益な研究戦略」と呼んだ。ミクロレベルの理解はマクロレベルを調査しても分からない新しい理解をもたらす。その代表が、解剖生理学による臓器の役割の解明、個体の原理的な単位としての細胞の発見などであり、また伝達遺伝学と呼ばれる繁殖にかかわる細胞生理学はラマルク的進化論を退け、分子生物学は古典遺伝学を分子遺伝学とした。
しかし生物学の形而上学における還元主義は常に議論の的であった。議論のルーツは、19世紀末から20世紀初頭の生気論対機械論論争にまで遡ることができる。生物学と物理学、生化学はどのように関連するか。生物学はそれ自身の理論を持っているか。物理学や化学の一分野となるべきか。還元主義は戦略か、教育や説明のための便利な道具に過ぎないか（エルンスト・マイアは貧弱な戦略と見なし、多くの分子生物学者は優れた戦略と見なした）。さらに、生態系は個体群の集合に過ぎないか、種は個体の集合に過ぎないか、個体が細胞の集合に過ぎないか、自然環境における動植物の複雑な関係（生態学）、個体における全体と部分の関係（解剖学と生理学）、胚の初期段階の均一性と成体のパーツの異質性の関係（発生学）はどのようになっているのか。
還元主義に関するもっとも激しい議論は1950年代にメンデル遺伝学と分子生物学の間で行われた。この議論で、"遺伝学は完全に分子生物学化される"とする強い還元主義と、"遺伝学は分子生物学から何も学ぶことはない"とする強い反還元主義の対立が起きた。例えば多面発現効果やポリジーン形質は形質と遺伝子の関係を一対一と捉えては理解できない。また遺伝子はその発現に環境の影響を強く受ける。ハルによれば、メンデル遺伝学の分子遺伝学化は直接の還元ではない。分子生物学者の還元主義的アプローチは遺伝学の理解を深めた。分子遺伝学は、メンデル遺伝学の特定の面を説明する助けとはなる。
1970年代以降、「還元主義」の語は社会生物学論争で多用された。社会生物学の批判者は、"社会生物学は遺伝子だけによって人間の社会行動を説明できると主張している還元主義者である"と批判した。社会生物学者の支持者は次のように反論した。「[なぜ]完璧な信念－複雑な全体は、その部分を元にして説明すべきである－を、馬鹿げた茶番－複雑な全体の性質は部分の中にあるそれと同じ性質の総和である－に還元してしまうのか？」。ジョン・ポーキングホーンは、しばしば強い還元主義者と見なされたフランシス・クリックやリチャード・ドーキンスも、彼らが説明のために自分自身の分野（分子生物学や集団遺伝学）の概念を用いたが、クォークのレベルまで還元しなかった事に注意を促した。
還元主義は生物学に途方もない成功をもたらしたが、しかし分子生物学の近年の進展状況によって、生物システムの複雑さに対しては還元主義が非常に不十分な手法であることが明らかになった。生物の複雑さ（複雑性）に対しては、（還元主義を含んではいるものの）より統合されたアプローチである多元主義が重要なのだ、というのが一致した見解である。

### 物理学における還元主義
ヴィクター・ワイスコフは、科学を「集約的な」分野（素粒子物理学）と「拡張的な」分野（それ以外全部）に分類した。即ち、素粒子物理学のみが真の知的挑戦に値する専門分野であり、他の分野、とりわけ固体物理学は化学の亜流であり、それ自体としては自然法則の知的構造を持っていない、とした。これに対する反論として、1972年フィリップ・アンダーソンは「多は異なり」を発表した。

## 難点の認識と改善の試み
統合的分析が見落とされる原因となった。デカルトは「分解の後に統合」を目指していたにもかかわらず、還元主義により分解の後に分解、できるだけ分解して統合しないという傾向が生まれていった。
還元主義は、そのプロセスの過程で、比較的目立たない要素の研究は放置した上で、目立つ要素をばかりを深掘りしてゆく傾向を生みがちで、結果としていつまでも、元の「全体」を理解するためのデータが出揃わないということになりがちだった。
還元主義による手法では理解し難い対象も存在するという考え方は、デカルトの時代以前からすでにあった。例えば、アリストテレスは「全体とは、部分の総和以上のなにかである 」と述べている。 全体性を見失わない考え方は「ホーリズム（Holism）」と呼ばれている。
様々なものは階層構造を持ち、（還元主義によって得られる）下層要素の情報だけでは、上層や全体の振る舞いが予想できないことが後にはっきりと認識されるようになった。そのような現象は「創発」と呼ばれている。
自然科学に携わる者の間でも化学や物理学分野で分解された要素の目覚ましい発見が一巡し、関心の中心が生体、集団、複合体といった複雑性や複合性を持つより複雑なものへと移り変わっていった。すると、還元主義の問題点は理解されはじめ、否定的な論調で扱われることが多くなった。そのため、"複雑系の科学"の考え方や、他の考え方が生まれ、現在も様々な試みが生まれている。

## 批判的な用法に対する反発・反論
還元主義という言葉は、多様な科学的標的を攻撃するための便利な自在な道具になったとも言われる。
またレッテルとして用いられているとされることがある。
また、還元主義者として非難されることがあるリチャード・ドーキンスは「還元主義というのは、還元主義に反対する人の観念の中にしか存在しない」と述べて、嫌悪感をあらわにした。

## 関連文献
- 今戸 啓二（大分大学総合科学研究支援センター）「要素還元主義的研究と総合的研究」　Journal of the Society of Biomechanisms  28(4)  pp.171
- 田次邑吉「28aZC-12 統計力学における古典力学的還元主義の限界」『日本物理学会講演概要集』第56巻第1号、社団法人日本物理学会、2001年3月9日、NAID 110002164966。
- 鈴木陽典「要素還元主義的方法論の限界」『奥羽大学歯学誌』第32巻第2号、奥羽大学、2005年6月30日、i-ii、NAID 110004634739。
- 中山 功一「要素間相互作用の動的離隔を内包した創発的システム設計法の構築」人工知能学会誌（Journal of Japanese Society for Artificial Intelligence）  21(1)
- 木村英紀「モデル学は可能か」オペレーションズリサーチ（日本オペレーションズ・リサーチ学会） vol.50
- 福岡伸一『世界は分けてもわからない』講談社現代新書, 2009, ISBN 978-4-06-288000-8